# Ridhus

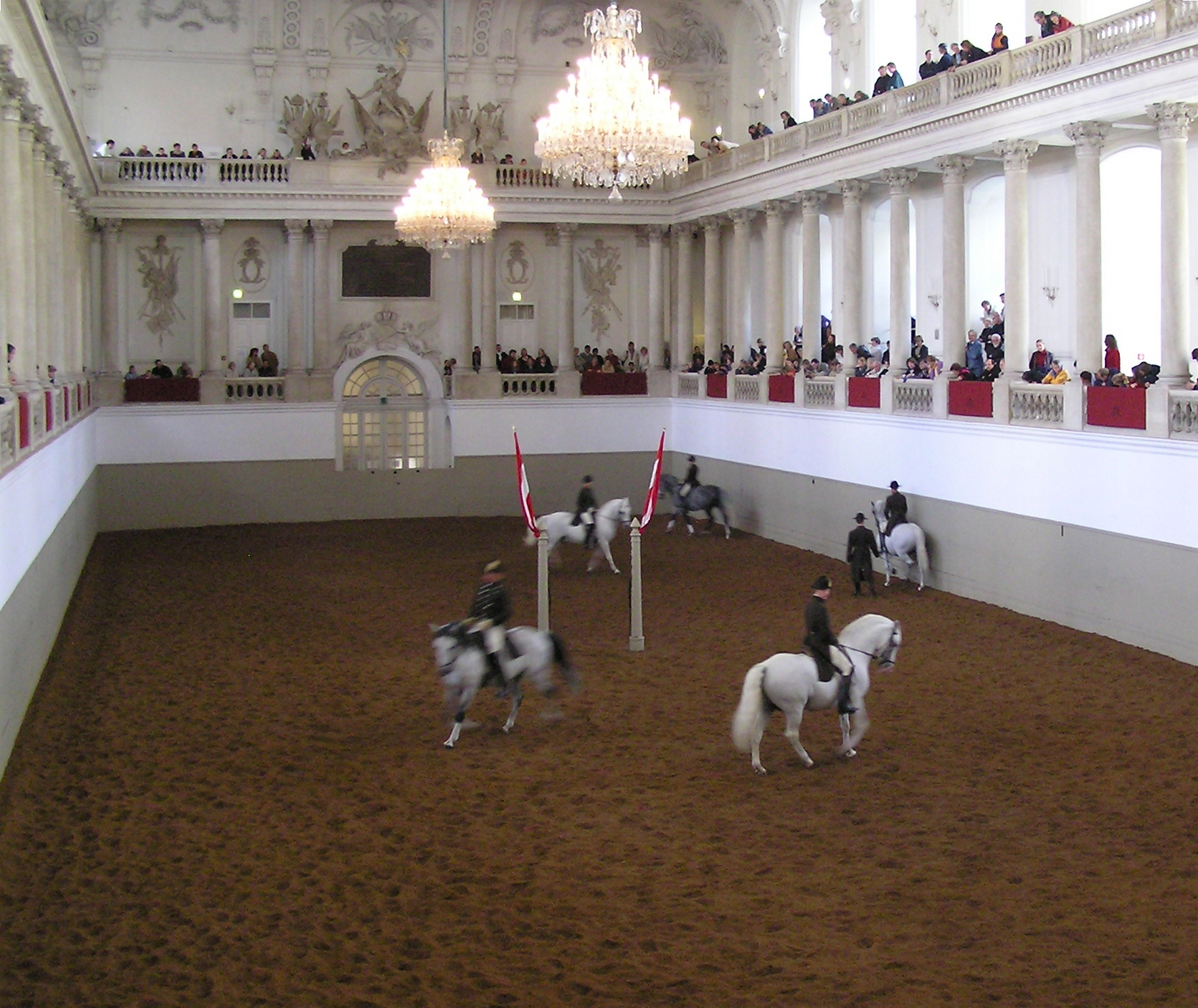
Spanska ridskolan i Wien.

Ridhus är en byggnad med manege för ridning, särskilt ridlektioner.
Ett vanligt mått är 20 x 40 meter, men ridhus varierar i storlek. Dressyrbanor är i regel 20 x 60 meter stora. Underlaget i ett ridhus kan variera, från sand eller torv till olika konstmaterial. För att ridhuset ska bli behagligt att vistas i, väljs ett inte alltför dammigt underlag. Underlaget harvas med jämna mellanrum för att ta bort spår och jämna ut det.
Ridhus har vanligtvis ett stort insläpp av dagsljus genom fönster eller vindnät längs både lång- och kortsidor. En kortsida brukar också avsättas som spegelsida, för att ryttaren ska kunna se sig själv och få en uppfattning om sin ridning.

## Bildgalleri

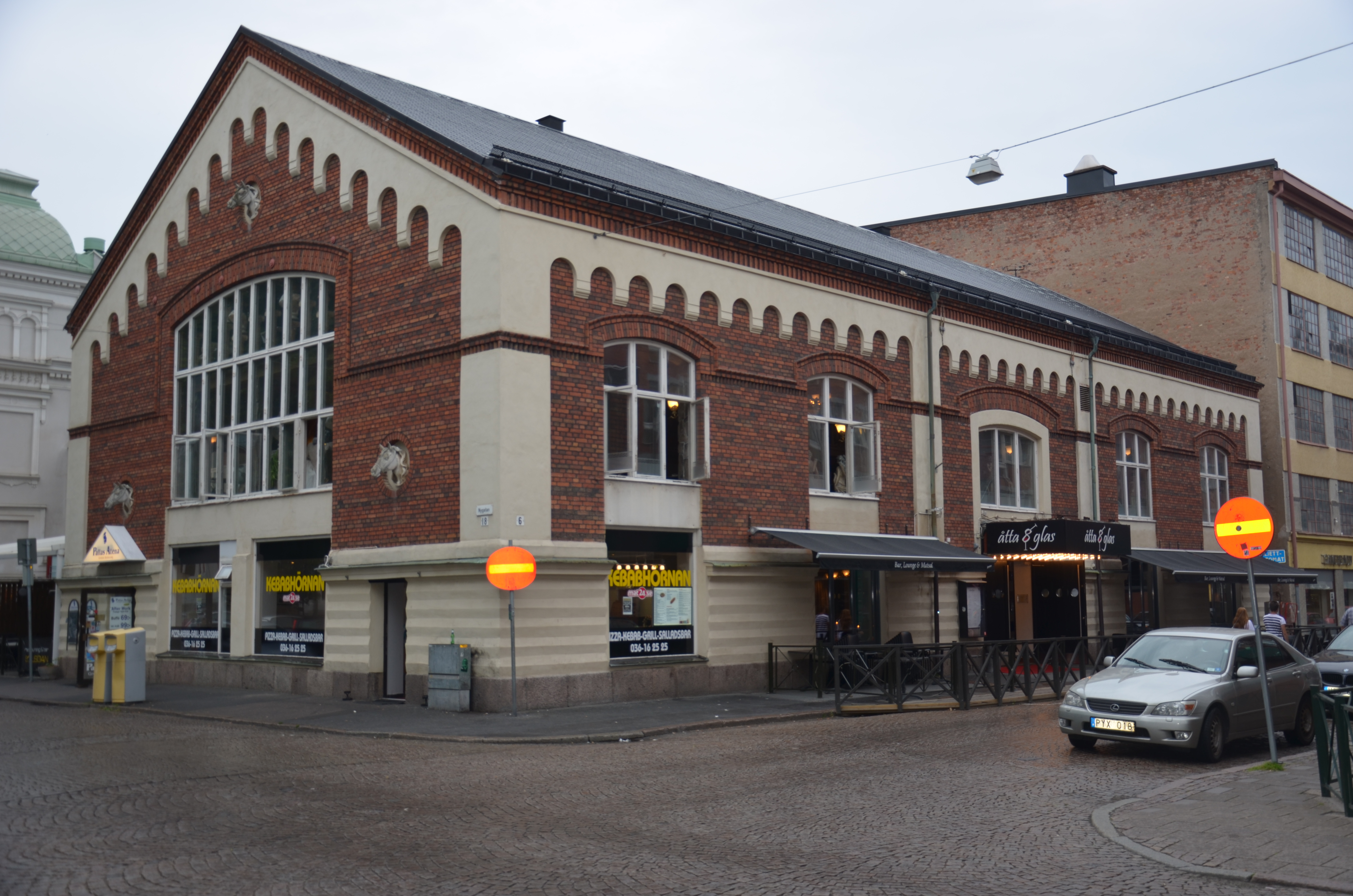
Hayska ridhuset i Jönköping.
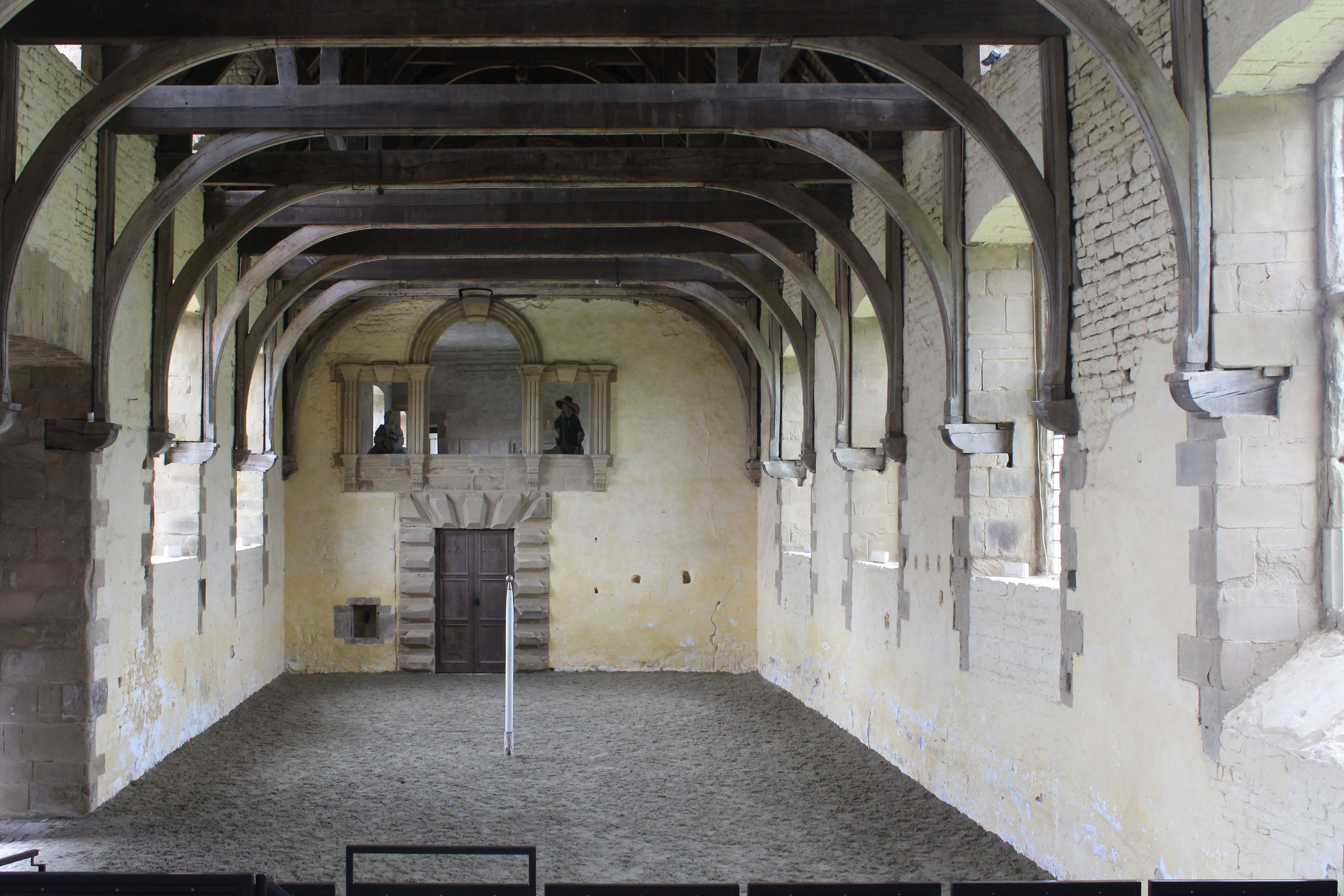
17th Century-ridskolan i Bolsover Castle i Storbritannien.